# Samsung Galaxy S9
El Samsung Galaxy S9 i Galaxy S9+ són telèfons intel·ligents Android fabricats per Samsung Mobile com a part de la gamma alta Galaxy S. Els dispositius van ser presentats en el Mobile World Congress de Barcelona el 25 de febrer de 2018. Són els successors del Galaxy S8 i S8+.

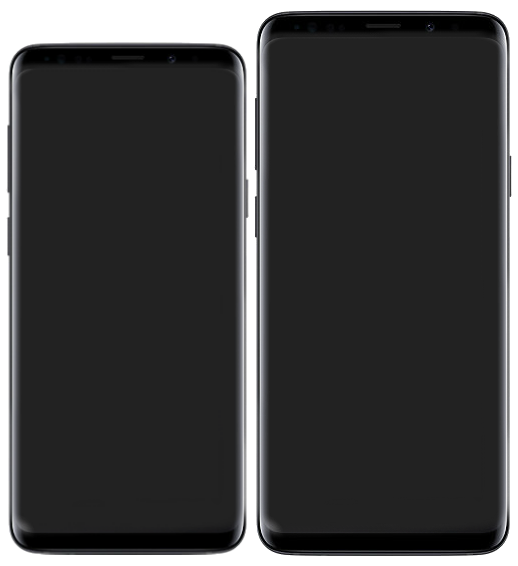
Imatge del Samsung Galaxy S9 i S9+.

El Galaxy S9 i S9+ són molt semblants als seus predecessors els Galaxy S8 i S8+, tenen la mateixa grandària de pantalla i la mateixa relació d'aspecte. Una de les coses en les quals més es diferencien és en la posició del sensor d'empremtes digitals. Mentre que en el Galaxy S8 se situa al costat de la càmera, en el Galaxy S9 se situa sota la càmera. Tots dos models han millorat considerablement la càmera a diferència del seu predecessor.
A causa de les seves baixes vendes els ingressos de Samsung s'han vist afectats.

## Història
El Galaxy S9 va ser objecte de molts rumors pel que fa a les prestacions de les que disposaria durant els últims mesos abans de la seva presentació, encara que moltes de les seves característiques han estat filtrades setmanes abans. El vídeo del llançament oficial va ser filtrat unes hores abans de la presentació.

## Hardware
El Galaxy S9 i S9+ tenen pantalles Super AMOLED amb resolució Quad HD amb una relació d'aspecte de 18.5:9. El Galaxy S9 té una pantalla de 5.8 polzades, en canvi, el Galaxy S9+ té una pantalla de 6.2 polzades.
El dispositiu té un processador Qualcomm Snapdragon 845 per als Estats Units, Canada, Xina, Hong-Kong, Japó i Amèrica Llatina, mentre que per a la resta del món el processador integrat és el Samsung Exynos 9810. El Galaxy S9 inclou 4 GB de memòria d'accés aleatori, en canvi, el S9+ inclou 6 GB de RAM, tots dos dispositius tenen des de 64 GB fins a 256GB d'emmagatzematge intern, i suporta targetes microSD de fins a 400 GB.
No hi ha millores quant a la bateria, igual que els seus predecessors, el Galaxy S9 té 3.000 mAh i el S9+ té 3500 mAh, tots dos dispositius tenen altaveus estèreo amb Dolby Atmos inclòs.
El sensor de les empremtes dactilars ha estat mogut a una millor posició, tots dos dispositius poden desbloquejar-se amb una combinació de l'escàner d'iris i reconeixement facial, conegut com a Intelligent Scan.
Les càmeres en tots dos dispositius han tingut millores dràstiques, i aquest és el seu principal punt fort de venda. El Galaxy S9+ té càmera dual, en canvi el S9 té solament una càmera. Tots dos dispositius poden filmar vídeo en càmera lenta usant 960 fps.

## Software
El Galaxy S9 i S9+ tenen Android 8.0 Oreo pre-instal·lat. Té una major integració de Bixby, com l'ús de la càmera per a traducció en viu. La pantalla d'inici pot usar-se en horitzontal.